# Świstak olimpijski
Świstak olimpijski (Marmota olympus) – gryzoń z rodziny wiewiórkowatych. Bardzo bliski przodkowi świstaków północnoamerykańskich.
Opis
Masa ciała 4- 11kg. Świstaki tylko tego gatunku linieją dwukrotnie w ciągu roku, na wiosnę i przez całe lato, jego sierść rozjaśnia się tak, że w sierpniu staje się żółta.
Siedlisko
Łąki alpejskie, na ogół powyżej granicy lasów. Zamieszkuje tereny na wysokościach od 1500 do 1750 m n.p.m. Występowanie ograniczone do strefy 1760km² w masywie Mont Olympic (stan Waszyngton) w Stanach Zjednoczonych.
Zachowanie
Zwierzę żyjące w społecznościach rodzinnych.
Liczebność
Około 1000 osobników.